# Leopold Florian Meissner
Leopold Florian Meissner (* 10. Juni 1835 in Wien; † 29. April 1895 ebenda) war ein österreichischer Polizeibeamter, Jurist, Lokalpolitiker, Journalist und Schriftsteller. Mit seinen „in protokollarischem, authentisch wirkendem Stil“ abgefassten Papieren eines Polizeikommissärs hat er „ein umfassendes Sittenbild der Wiener Gesellschaft vor der Jahrhundertwende“ hinterlassen.

## Leben
Der Sohn eines Chirurgen aus Reichenberg (Nordböhmen) trat 1853 als Kanzleiaspirant in die Wiener Polizeidirektion ein. Er absolvierte parallel zur Berufstätigkeit ein Jurastudium, verließ die Behörde 1873 als Oberregierungsrat, um sich nun als Rechtsanwalt und Journalist zu betätigen. Er blieb jedoch ehrenamtlicher Rechtsberater der Polizei. Als Journalist gehörte er zeitweise der Redaktion der Deutschen Zeitung an. Zudem versah er etliche politische Ämter auf Gemeindeebene, war Mitglied des Bezirksschulrats und Initiator des ersten österreichischen Beamtentages (1872). Seit 1863 war Meissner mit der Schriftstellerin und Sozialarbeiterin Franziska Meissner, geb. Diemer, verheiratet. 1882 gründete er in der Wiener Vorortgemeinde Währing eine Sparkasse. 1887 ernannte ihn dieselbe Gemeinde zu ihrem Ehrenbürger.
Aus Meissners „aus dem wirklichen Leben geschöpften skizzenhaften Erzählungen“ Aus den Papieren eines Polizeikommissärs, 1892/94 bei Reclam erschienen, stammt der Evangelimann, bekannt durch die gleichnamige Oper von Wilhelm Kienzl.

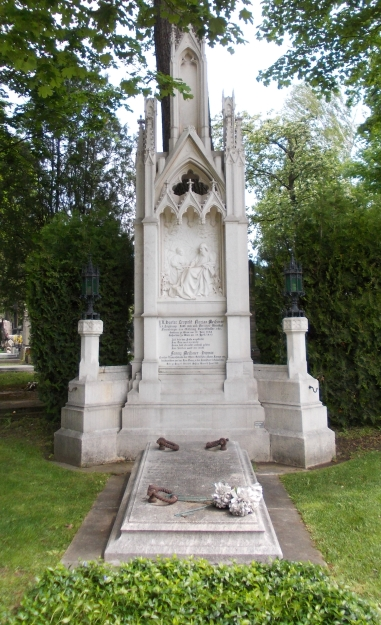
Grabstätte von Leopold Meissner

In Wien-Döbling gibt es den nach Meissner benannten Dr.-Meißner-Park.
Er wurde auf dem Wiener Zentralfriedhof (Gruppe 27A, Reihe 1, Nummer G2) beigesetzt.

## Werke
- Aus den Papieren eines Polizeikommissärs. Wiener Sittenbilder, 5 Bände, Leipzig 1892–94, Ergänzungen in Deutsche Zeitung, 14. und 18. August 1894
- Weihnachtsspiele, posthum hrsg. von Franziska Meissner-Diemer, 1896, mit biographischer Einleitung[4]
- Zahlreiche Beiträge in Deutsche Zeitung, Neues Wiener Tagblatt, Allgemeine Juristen-Zeitung u. a.